# Wissem Maaref
Wissem Maaref, né le 6 mars 1987 à Dijon, est un footballeur franco-tunisien qui a joué au poste de milieu de terrain.
Depuis septembre 2024, il est entraîneur adjoint de l'équipe du Congo.

## Biographie
Formé au Dijon FCO, il rejoint l'OGC Nice durant l'été 2006 et y reste un an avant de revenir dans son club formateur. En janvier 2008, il décide de s'engager avec l'ESZ. Le 31 août 2009, il signe un contrat en faveur de l'Olympique de Béja avant de revenir à l'Espérance sportive de Zarzis l'année suivante.

## Carrière

### Joueur
- 2005-2006 : Dijon FCO
- 2006-2007 : OGC Nice[2],[3],[4]
- 2007-2008 : Dijon FCO
- 2008-septembre 2009 : Espérance sportive de Zarzis
- septembre 2009-août 2010 : Olympique de Béja
- août 2010-juillet 2011 : Espérance sportive de Zarzis

### Entraîneur
- 2020-2022 : Football Club Nouadhibou (adjoint)[5]
- 2023 : Équipe de Madagascar (adjoint)[6]
- depuis 2024 : Équipe du Congo (adjoint)[réf. nécessaire]